# 咬人躥鼠
咬人躥鼠（Notomys mordax），又名達令擋竄鼠，是一種已滅絕的鼠類。牠們只有一個於澳洲昆士蘭達令草地發現的頭顱骨。牠們的滅絕可能是因入侵的掠食者（如狐及家貓等）所致。